# 伊丽莎白二世女王大桥
伊丽莎白二世女王大桥（英語：Queen Elizabeth II Bridge），位于英国大伦敦东部，是一座跨越泰晤士河的公路斜拉桥，连接南岸肯特郡的达特福德和北岸埃塞克斯郡的瑟罗克。大桥与另外两条河底隧道共同组成达特福德跨河道路，成为全英国最繁忙的跨河公路通道，日均车流量超过13万辆 ；该通道是英国M25高速公路的组成部分，被认为是英国最重要的公路通道之一，并饱受交通拥堵之苦。

## 设计

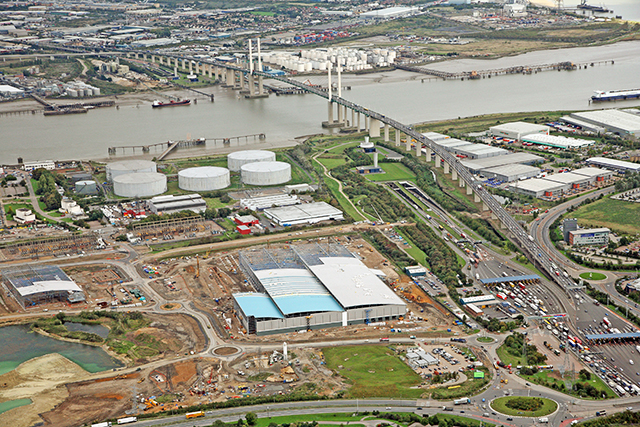
大桥及其西侧的双洞河底隧道共同组成达特福德通道。

大桥为双塔双索面斜拉桥，全长约2,812米，主桥长812米，主跨450米，最大高度137米 。1號高速鐵路的聖潘克拉斯至埃布斯福利特区间在泰晤士河北岸下穿该桥的引桥 。
西隧道于1963年通车，东隧道于1980年通车，大桥于1991年通车，共同构成了如今双向八车道的过河交通。
通常，南行车辆使用这座单向四车道大桥，而北行车辆使用大桥西侧的双洞四车道隧道；但是，当受强风等恶劣天气影响或因维护而临时关闭大桥时，东隧道则会改为南向通行。

## 历史
早在1980年代初期，就已预计到隧道的交通流量在1986年M25高速公路建成后将会大幅上升。届时，期望伦敦其他的道路也已有所改善，从而分流该隧道15%的交通 。1985年，时任英国交通大臣的琳达·乔克宣布，每条道路的收费站数量增加到12个，但甚为担忧两条隧道将无法满足M25高速公路建成后的所有交通需求 。

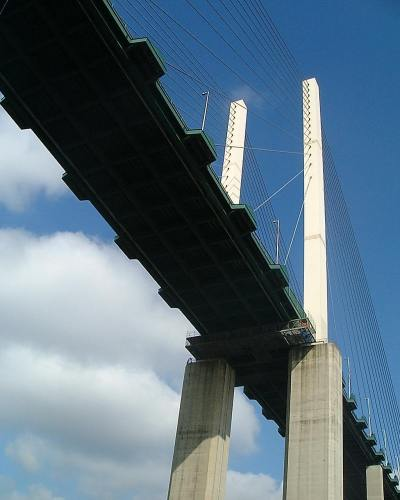
大桥东侧桥塔自桥面以上高61 m。

1985年9月至1986年12月，升级达特福德通道的规划经历了数次变更 ；1986年，特拉法加建筑财团中标在达特福德通道上新建一座大桥的项目，造价达到8,600万英镑 。当时，英国还有其他数个私人融资项目正在规划或建设中，其中包括塞文二桥。从1981年直至1980年代后期私人融资计划（PFI）建立以前，私人投资项目均受到“莱利法则”（英語：Ryrie Rules）的限制，规定“任何私人融资解决方案必须被证明比公共融资替代方案更具成本效益，并且国有产业的私人融资支出不能提供额外的公共支出拨款，而将从私人融资借贷金额中扣除。”
1988年7月31日，达特福德-瑟罗克通道1988法案下授予了一项私人融资计划，将该通道的控制权利由肯特和埃塞克斯郡议会转让给达特福德跨河通道有限公司，一家由罗德尼·琼斯管理的私人公司 。该公司将承担大桥的全部债务，而后在建设期间，“100%通过债务融资，且无股权出资”。私人公司承受着无法收回成本的风险，不过最终达特福德方案表明“莱利法则”不再是公共基础设施项目私人融资的障碍 。大桥的特许权原计划为自转让日起20年，并规定可以在债务偿还完毕时结束；最终，这一目标在2002年3月31日实现 。根据“公共与私人合营公司国际手册”（英語：International Handbook on Public-Private Partnership）显示，该项目的主要资金来自于“20年期次级贷款股票，16年期贷款股票以及8,500万英镑的银行定期贷款” 。
大桥于1988年PFI创建后立即开始建设 ，由德国工程师赫尔穆特·洪贝格（德語：Helmut Homberg）设计，两个支撑桥墩的主沉箱在荷兰制造，每个沉箱设计可承受一艘6.5万吨的船只以18.5每小時（11.5英里每小時）速度的撞击 。桥塔上部高约61（200英尺），而组装桥梁结构动用了一支56人的团队来完成。在大桥连接道路施工期间，在其线路上曾发现了一枚二战时期遗留下来的炸弹，因此不得不关闭了整个通道 。
大桥于1991年10月30日由伊丽莎白二世女王主持开通 ，总建设费用达到1.2亿英镑，其中包括3,000万英镑用于建设连接道路 。大桥原拟定简化命名为“达特福德大桥”，但遭到瑟罗克居民的反对，并提议叫“蒂尔伯里大桥”（英語：Tilbury Bridge），最终采用了一个折中方案 。该桥开通时，曾是欧洲主跨最长的斜拉桥 ，也是自1894年伦敦塔桥开通以来，第一座跨越伦敦市中心泰晤士河下游的桥梁 。

## 备注
1. ↑  另据资料显示：是“接近”100%，而未明确为100%。